# (500508) 2012 TH288
(500508) 2012 TH288 es un asteroide perteneciente al cinturón de asteroides, descubierto el 16 de diciembre de 2007 por el equipo del Spacewatch desde el Observatorio Nacional de Kitt Peak, Arizona, Estados Unidos.

## Designación y nombre
Designado provisionalmente como 2012 TH288.

## Características orbitales
2012 TH288 está situado a una distancia media del Sol de 3,182 ua, pudiendo alejarse hasta 3,428 ua y acercarse hasta 2,936 ua. Su excentricidad es 0,077 y la inclinación orbital 9,598 grados. Emplea 2073,78 días en completar una órbita alrededor del Sol.

## Características físicas
La magnitud absoluta de 2012 TH288 es 16. 